# جان-لويس فرينت
جان-لويس فرينت هو سياسي كندي، ولد في 21 سبتمبر 1920 في Capitale-Nationale ‏ في كندا، وتوفي في 9 أبريل 2008. نشط حزبياً في Social Credit Party of Canada ‏ ومستقل. وقد انتخب عمدة وانتخب عضو مجلس العموم الكندي.